# Őszi kékesbagoly
Az őszi kékesbagoly (Diloba caeruleocephala) a rovarok (Insecta) osztályának a lepkék (Lepidoptera) rendjéhez, ezen belül a bagolylepkefélék (Noctuidae) családjához tartozó faj.

## Elterjedése
Európa legnagyobb részén elterjedt, kivéve Észak-Skandináviában, a Brit-szigeteken északi részén és Észak- Oroszországban. Észak-Afrikában a Közel-Keleten (Libanon, Izrael és Jordánia) és Kisázsiában, Iránban és Kazahsztánban is előfordul. Törökországban tömeges megjelenése jelentősen károsíthatja a mandula, az alma, a körte, az őszibarack, a sárgabarack, a szilva és a cseresznye ültetvényeket.

## Megjelenése
Könnyen felismerhető a kék fejéről, és feltűnő sárga-fehér-fekete színű hernyójáról.
- lepke: A szárny fesztávolsága körülbelül 34–40 mm, a hímek átlagosan valamivel kisebbek a nőstényeknél. Az első szárnyak sötét barnák, vörösesek, a szegélyükön két erősen fogazott fekete sávval, középen egy nyolcas és egy szív alakú folttal. A hátsó szárnyak a hímeknél fehérek, a nőstényeké szürkék.
- pete: félgömb alakú, először fehér, később sárgás.
- hernyó:  vastag, viszonylag rövid és lekerekített keresztmetszetű, szőrös,  világostól a sötétbarnáig terjedő színű. Három fázisban változtatja a színét és mintáját.
- báb: viszonylag rövid és vastag

## Életmódja
- nemzedék:  egy nemzedéke van évente, augusztustól novemberig rajzik, tehát "télibagoly". Közép-Európában a tojás telel át, a melegebb régiókban a lepke.
- hernyók tápnövényei:  kökény (Prunus spinosa), alma (Malus),  galagonya (Crataegus monogyna), szilva (Prunus domestica), körte (Pyrus), fűz (Salix), tölgy (Quercus), nyár (Populus), mogyoró (Corylus).

## Fordítás
- Ez a szócikk részben vagy egészben  a   Blaukopf (Schmetterling) című német Wikipédia-szócikk fordításán alapul.  Az eredeti cikk szerkesztőit annak laptörténete sorolja fel. Ez a jelzés csupán a megfogalmazás eredetét és a szerzői jogokat jelzi, nem szolgál a cikkben szereplő információk forrásmegjelöléseként.